# Gangneung
Gangneung är en stad i Sydkorea, belägen på östkusten vid Japanska havet i provinsen Gangwon. Staden hade 215 239 invånare i slutet av 2018.

## Administrativ indelning
Den centrala staden är indelad i tretton stadsdelar (dong) med en total yta på 76 km² och 169 000 invånare. Dessa är: Chodang-dong, Gangnam-dong, 
Gyeongpo-dong, Gyo 1-dong, Gyo 2-dong, Hongje-dong, Jungang-dong, Naegok-dong, Okcheon-dong, Ponam 1-dong, Ponam 2-dong, Seongdeok-dong och Songjeong-dong.	
Resten av kommunen har 46 000 invånare och är indelad i en köping (eup), Jumunjin-eup, och sju socknar (myeon), Gangdong-myeon, Gujeong-myeon,
Okgye-myeon, Sacheon-myeon, Seongsan-myeon, Wangsan-myeon och Yeongok-myeon.

## Kommunikationer
Gangneung är slutstation för en järnvägslinje, Gangneung-linjen, öppnad i december 2017 inför olympiska vinterspelen 2018. Den trafikeras med höghastighetståget KTX (Korea Train Express) från Seoul. Det finns även en järnvägslinje söderut, Yeongdong-linjen, till Yeongju.
Tidigare används den militära flygplatsen även för civil trafik, men den flyttades till Yangyang International Airport när den öppnade 2002.

## Sport
I Gangneungs olympiska park i stadsdelen Ponam 2-dong ligger ett antal arenor som användes vid olympiska vinterspelen 2018 och paralympiska vinterspelen 2018.
- Gangneung curlingcenter
- Gangneung hockeycenter
- Gangneung ishall
- Gangneung skridskocenter